# Liste der Naturdenkmale in Forst (Baden)
| Naturdenkmale | Anzahl |
| ------------- | ------ |
| FND           | 4      |
| END           | 0      |
| Gesamt        | 4      |

Die Liste der Naturdenkmale in Forst nennt die verordneten Naturdenkmale (ND) der im baden-württembergischen Landkreis Karlsruhe liegenden Gemeinde Forst. In Forst gibt es insgesamt vier als Naturdenkmal geschützte Objekte, alle sind flächenhafte Naturdenkmale (FND), keines ist ein Einzelgebilde-Naturdenkmal (END).
Stand: 31. Oktober 2016.

## Flächenhafte Naturdenkmale (FND)
| Name                     | Bild | Kennung     | Einzelheiten | Position | Fläche Hektar | Datum         |
| ------------------------ | ---- | ----------- | ------------ | -------- | ------------- | ------------- |
| Eschig                   |      | 82150210001 | Forst        | ⊙        | 0,7           | 21. Aug. 1985 |
| Sandgrube                |      | 82150210002 | Forst        | ⊙        | 3,7           | 21. Aug. 1985 |
| Sau- und Gänseweide      |      | 82150210004 | Forst        | ⊙        | 2,9           | 21. Aug. 1985 |
| Schelmenlache            |      | 82150210003 | Forst        | ⊙        | 0,9           | 21. Aug. 1985 |
| Legende für Naturdenkmal |      |             |              |          |               |               |